# Citharexylum quitense
Citharexylum quitense là một loài thực vật có hoa trong họ Cỏ roi ngựa. Loài này được Spreng. mô tả khoa học đầu tiên năm 1825.